# Aphrodes bolivari
Aphrodes bolivari är en insektsart som beskrevs av Melichar 1902. Aphrodes bolivari ingår i släktet Aphrodes och familjen dvärgstritar. Inga underarter finns listade i Catalogue of Life.